# Śląski Festiwal Kultury Żydowskiej
Śląski Festiwal Kultury Żydowskiej – impreza kulturalna powstała z inicjatywy stowarzyszenia Pro-kulturamedia w 2012 roku. Festiwal ma na celu przybliżenie kultury żydowskiej mieszkańcom woj. śląskiego poprzez różnego rodzaju aktywność społeczną. Wydarzenia w ramach ŚFKŻ obejmują wykłady, koncerty, spacery, maratony filmowe, plenery fotograficzne, warsztaty oraz gry miejskie.
I edycja ŚFKŻ odbyła się 1-5 października 2012 roku w 5 miastach województwa śląskiego – Bielsku-Białej, Gliwicach, Katowicach, Będzinie i Zabrzu. Podczas trwania festiwalu odbyło się 18 wydarzeń, w tym koncerty zespołów Max Klezmer Band, Neoklez oraz koncert grupy muzyczno-teatralnej Hamesh, wykłady dotyczące kultury i życia Żydów, spacery śladami przeszłości żydowskiej w Bielsku-Białej i Będzinie, plener fotograficzny w Będzinie, warsztaty tańca żydowskiego zespołu Klezmer z Cieszyna, gra miejska, kino po żydowsku oraz otwarcie wystawy „Oblicza oporu. Wojenne fotografie Faye Schulman, żydowskiej partyzantki”. Łącznie przez 5 dni trwania festiwalu wzięło w nim udział blisko 2 tysiące osób.
II edycja festiwalu odbyła się w dniach 7-11 października 2013 roku. Swoim zasięgiem objęła miasta: Katowice, Gliwice oraz Bielsko-Biała. W ramach drugiej edycji odbyły się m.in. wernisaże wystaw „Izraelska ilustracja dziecięca” przedstawiająca dzieła najwybitniejszych izraelskich grafików, tj. Gilad Soffer, Naama Benziman, Avner Katz czy Rinat Hoffer oraz „Ściana Płaczu” Michal Ronnen Safdie w Galerii Negatyw w Katowicach. Wystawy zostały przygotowane we współpracy z ambasadą Izraela w Warszawie z którą ŚFKŻ nawiązał współpracę. Ponadto odbył się szereg wykładów, maraton filmowy, czytanie literatury żydowskiej, warsztaty kulinarne. Na festiwalowej scenie zagrało łącznie pięć zespołów: Pushkin klezmer band, Neoklez, Kroke, „SHOFAR” Trzaska, Rogiński, Moretti oraz Sean Noonan w projekcie muzycznym „A gambler’s hand”.